# 26246 Mikelake
26246 Mikelake è un asteroide della fascia principale. Scoperto nel 1998, presenta un'orbita caratterizzata da un semiasse maggiore pari a 2,3821094 UA e da un'eccentricità di 0,1802626, inclinata di 2,81295° rispetto all'eclittica.